# Валкора (Мачерата)
Валкора је насеље у Италији у округу Мачерата, региону Марке.
Према процени из 2011. у насељу је живело 32 становника. Насеље се налази на надморској висини од 474 м.